# مارغريت أديلايد
مارغريت أديلايد أميرة أورليان (بالفرنسية: Marguerite d'Orléans) (16 فبراير 1846 - 24 أكتوبر 1893) كانت الابنة الثالثة لالأمير لويس، دوق نيمور وزوجته فيكتوريا أميرة ساكس كوبورج وغوتا.